# Mann Egerton
Mann Egerton & Company Ltd var en bilkarosstillverkare och flygplansproducent i Norwich.
Företaget bildades 1905 av elektrikern Gerald Mann och Hubert Egerton i Norwich som en återförsäljare av bilar. De båda kompanjornerna inledde sitt samarbete redan 1900 med att utföra elinstallationer. Under de första åren bestod verksamheten i huvudsak av installationsarbeten, men 1909 tillverkade man på beställning en kaross till en Rolls-Royce.
Företagets karosstillverkning ökade i omfattning och därmed verkstadslokalerna. När bristen på flygplan var stor under första världskriget ombads företaget 1915 av den brittiska krigsmyndigheten att inleda licenstillverkning av flygplan. De första flygplanen blev 22 flygplan av typen Short 184 och 20 Short Bomber. Licentillverkningen gav personalen vid företaget kunskap i flygplansproduktion, och 1916 konstruerade man ett eget flygplan Mann Egerton B som baserades på en vidareutveckling av Short 184. På Virginia Aviation Museum i USA finns en S.P.A.D. VII, tillverkad av Mann Egerton 1917 utställd. 
Under andra världskriget var företaget inriktat på att tillverka karosser för terränggående ambulanser, företagets karosser anpassades till Austin K2, Morris Commercial och Bedford chassin. Över 13 000 karosser tillverkades under krigsåren, idag återstår ett drygt 50-tal bland veteranbilssamlare och på olika museum. 
1964 sålde Mann Egerton av sin elektriska avdelning till Westinghouse Brake and Signal Company. Resterande del av företaget köptes upp 1973 av Inchcape plc. Firmanamnet Mann Egerton används i dag av en bilhandelskedja i östra England

## Flygplan tillverkade vid Mann Egerton
- - Short 184
- - Short Bomber
- - Mann Egerton B
- - S.P.A.D. VII